# Stanislas-Jean-Baptiste Rolland
Stanislas-Jean Baptiste Rolland, né à Montréal le 13 mai 1851 et mort à Montréal le 14 avril 1935, est le fils de Jean-Baptiste Rolland. Il fait partie des créateurs de la compagnie de papier Rolland en partenariat avec son père Jean-Baptiste ainsi que son frère ainé Damien. Avant la création de l’entreprise en 1882, Stanislas est allé séjourner aux États-Unis pour aller approfondir ses connaissances en matière de fabrication de papier, apprendre comment les équipements fonctionnent et recruter de la main d’œuvre qualifiée. L’approfondissement de son expertise lui a valu même de remporter le Grand Prix de la production de papier fin à l’exposition universelle de Paris[Laquelle ?]. Le manque d’effectifs dans les débuts de la compagnie force Stanislas d’opérer plusieurs fonctions dans l’entreprise comme la comptabilité et l’ingénierie. Son poste principal est le poste de gérant de l’entreprise dès les tout débuts de la compagnie et il devient président en 1912 après le décès de son frère Damien. En 1902, Stanislas achète des terrains situés vers Saint-Adèle aux abords de la rivière du Nord à la North Lumber and Pulp Company. Il crée alors la compagnie des Moulins du Nord qui 10 ans plus tard en 1912, sera amalgamée à la compagnie de papier Rolland. La création des Moulins du Nord a aussi initié la création du village-usine de Mont Rolland. Ce village-usine opére jusqu’en 1990 avant de fermer ses portes à cause du rachat de la compagnie Rolland par Cascades. Stanislas est aussi impliqué dans la politique municipale, il siège au conseil municipal de 1890 à 1892 et il est élu maire de la ville de 1893 à 1901.

## Note et références
1. ↑  « Acte de baptême no 604 (vue 94/1377) du registre des baptêmes, mariages et sépultures de 1851 à 1853 de la paroisse Notre-Dame de Montréal », sur FamilySearch, 14 mai 1851 (consulté le 22 mai 2024) - Note. Baptisé le 14 mai 1851 et né hier.
2. ↑  « Stanislas Jean Baptiste Rolland », sur Histoire Archives Laurentides (consulté le 22 mai 2024)
3. 1 2  « Stanislas-Jean-Baptiste Rolland », sur Répertoire du patrimoine culturel du Québec
4. ↑  « La Compagnie Rolland : La première papetière canadienne-française au Canada », sur Histoire de chez nous
5. 1 2  Michèle Dubuc, « Le village-usine de Mont-Rolland », 2007
6. ↑  Thierry Nootens, « Nous ne voulons pas que nos héritiers soient à la merci des tiens : famille, patrimoine et entreprise chez les Rolland, 1880-1980. », 2007